# 180 (album)
180 è l'album di debutto della band inglese Palma Violets.

## Tracce
1. Best of Friends
2. Step Up for the Cool Cats
3. All the Garden Birds
4. Rattlesnake Highway
5. Chicken Dippers
6. Last of the Summer Wine
7. Tom the Drum
8. Johnny Bagga' Donuts
9. We Found Love
10. 3 Stars
11. 14